# 283
283 (CCLXXXIII) je bilo navadno leto, ki se je po julijanskem koledarju začelo na ponedeljek.

## Dogodki
- 1. januar

## Rojstva
- Ge Hong, daoistični alkimist († 343)
- Maksencij, cesar Rimskega cesarstva  († 312)